# リン酸二水素カルシウム
リン酸二水素カルシウム（りんさんにすいそカルシウム、英語: calcium dihydrogen phosphate、化学式 Ca(H2PO4)2、別名第一リン酸カルシウム）は、リン酸カルシウムの一種である。
リン酸一水素カルシウム（化学式 CaHPO4 、別名第二リン酸カルシウム）とともにリン酸水素カルシウムと総称されることがある。